# Zygophyllales
El orden Zygophyllales de  las dicotiledóneas consta de dos familias: Zygophyllaceae y Krameriaceae.
Según el sistema de clasificación APG II, ambas familias no estarían en ese orden, pero sí estarían incluidas en Rosidae. Aunque la familia  monotípica Krameriaceae compartiese pocos rasgos comunes con Zygophyllaceae, los investigadores no consideran necesario mantenerla como una familia separada.
Según el sistema Cronquist, Zygophyllaceae estaba incluida en Sapindales, y Krameriaceae en Polygalales.

## Sinonimia
- Balanitales - C.Y Wu
- Zygophyllanae - Doweld.